# Team Deutsche Telekom/1999
Deze pagina geeft een overzicht van de wielerploeg Team Deutsche Telekom in 1999.

## Algemeen
Sponsors: Deutsche Telekom (Telefonieaanbieder)
Algemeen manager: Eddy Vandenhecke
Ploegleiders: Walter Godefroot, Rudy Pevenage, Frans Van Looy
Fietsen: Pinarello

## Renners
| Naam               | Geboortedatum | Nationaliteit | Ploeg 1998             |
| ------------------ | ------------- | ------------- | ---------------------- |
| Rolf Aldag         | 25-08-1968    | Duitsland     |                        |
| Dirk Baldinger     | 27-08-1971    | Duitsland     |                        |
| Udo Bölts          | 10-08-1966    | Duitsland     |                        |
| Alberto Elli       | 09-03-1964    | Italië        | Casino-Ag2r            |
| Francesco Frattini | 18-01-1967    | Italië        |                        |
| Bert Grabsch       | 19-06-1975    | Duitsland     | Agro Adler Brandenburg |
| Giuseppe Guerini   | 14-02-1970    | Italië        | Polti                  |
| Christian Henn     | 11-03-1964    | Duitsland     |                        |
| Jens Heppner       | 23-12-1964    | Duitsland     |                        |
| Danilo Hondo       | 04-01-1974    | Duitsland     | Agro Adler Brandenburg |
| Kai Hundertmarck   | 25-04-1969    | Duitsland     |                        |
| Jörg Jaksche       | 23-07-1976    | Duitsland     | Polti                  |
| Andreas Klöden     | 22-06-1975    | Duitsland     |                        |
| Giovanni Lombardi  | 20-06-1969    | Italië        |                        |
| Bjarne Riis        | 03-04-1964    | Denemarken    |                        |
| Jan Schaffrath     | 17-09-1971    | Duitsland     |                        |
| Georg Totschnig    | 25-05-1971    | Oostenrijk    |                        |
| Jan Ullrich        | 02-12-1973    | Duitsland     |                        |
| Steffen Wesemann   | 11-03-1971    | Duitsland     |                        |
| Erik Zabel         | 07-07-1970    | Duitsland     |                        |

## Overwinningen
| Tour Down Under 2e etappe: Erik Zabel 4e etappe: Erik Zabel Ronde van de Algarve 3e etappe: Andreas Klöden Ronde van Valencia 2e etappe: Erik Zabel Ronde van Catalonië 4e etappe: Erik Zabel 5e etappe: Erik Zabel Ronde van Keulen Jens Heppner Rund um den Henninger-Turm Erik Zabel Ronde van Beieren 2e etappe: Erik Zabel 4e etappe: Erik Zabel Eindklassement: Rolf Aldag Euskal Bizikleta 4e etappe, deel A: Giovanni Lombardi Ronde van Duitsland 2e etappe: Rolf Aldag 6e etappe: Erik Zabel Eindklassement: Jens Heppner | Duits kampioenschap op de weg Wegrit: Udo Bölts Ronde van Oostenrijk 3e etappe: Giovanni Lombardi Ronde van Frankrijk 10e etappe: Udo Bölts Puntenklassement: Erik Zabel Ronde van Bochum Erik Zabel Regio Tour International 1e etappe: Danilo Hondo 4e etappe: Giovanni Lombardi Ronde van Aragon 1e etappe: Erik Zabel Ronde van Spanje 5e etappe: Jan Ullrich 20e etappe: Jan Ullrich Eindklassement: Jan Ullrich Wereldkampioenschap wielrennen Tijdrit: Jan Ullrich |

1989 · 1990 · 1991 · 1992 · 1993 · 1994 · 1995 · 1996 · 1997 · 1998 · 1999 · 2000 · 2001 · 2002 · 2003 · 2004 · 2005 · 2006 · 2007 · 2008 · 2009 · 2010 · 2011